# Веннберг, Карл
Карл Гуннар Веннберг (11 апреля 1910 г., Блединге, лен Крунуберг — 12 мая 1995 года, Спонга, пригород Стокгольма) — шведский писатель, переводчик и критик.

## Биография
Веннберг принимал участие в литературном календаре «Horisont» («Горизонт»), журналах, «Vi» («Мы»), «Sverige-Tyskland» («Швеция-Германия»), редактировал журналы «Bonniers Litterära Magasin» («Литературный журнал издательства Bonniers»), «Clarte» и «40-tal» («Сороковые годы»). В годах 1941—1944 он был литературным критиком в еженедельной газете «Arbetaren» («Работник») — профсоюзной газете с синдикалистской направленностью, внеся вклад в то, что эта газета приобрела известность также и в качестве культурного органа. Веннберг был редактором раздела культуры в газетах «Aftontidningen» в 1946—1947 гг. и «Aftonbladet» в 1957—1975 гг. Он стал членом Общества Девяти в 1962 году.
Первые стихи Веннберга вышли в 1937 году в книге «Hymn och hunger» («Гимн и голод») и в основном вращались вокруг христианской тематики. В 1940-х годах он был одним из ведущих авторов фюртиотализма. В качестве переводчика Веннберг среди прочего перевёл «Превращение» и «Процесс» Франца Кафки. Также на протяжении многих лет участвовал в работе «Bibelkommissionen» — государственной комиссии, занимавшейся переводом Библии на шведский язык.

## Семья
Веннберг был сыном крестьянина Улова Веннберга и его жены Юханны, урождённой Карлссон. Первый раз он женился в 1938 году на Анне-Лизе Линдегрен, сестре поэта Эрика Линдегрена, второй — в 1965 году на детской писательнице Ингегерд Мартинелл. У Веннберга остались две дочери: Ингер Веннберг Нордмарк (род. 1939), священник в шведской церкви, и Ханна Веннберг Туландер (род. 1968), астролог и писательница.

## Политические взгляды

### Фашистская Германия
После смерти Веннберга стало известно, что он опубликовал несколько стихотворений в газете «Шведский национал-социалист» ещё в 1936, и вплоть до 1942 переводил фашистских поэтов в журнале «Sverige-Tyskland» («Швеция-Германия»).
Впоследствии Веннберг дистанцировался от этих работ и исключил их из своего писательского наследия. В 90-х годах он упоминал, что эти стихотворения были маскировкой, которую он использовал для того, чтобы скрыть помощь советским шпионам (в этом сомневаются такие историки шведской литературы как Сигвард Линдквист и Петер Лютерссон).

### Советский Союз
Во время холодной войны Веннберг придерживался так называемой «третьей точке зрения», которая предполагала неприсоединение ни к одной из сторон. Несмотря на это, он бывал на приёмах в советском посольстве в Стокгольме и чествовал «культурное строительство» в СССР. В 1948 году он принял участие во Вроцлаве в Польше в образовании «Постоянного комитета всемирного конгресса сторонников мира», организации коммунистического фронта, позднее переименованной во «Всемирный совет мира».

## На русском языке
На русском языке стихи Веннберга издавались в сборнике «Современная скандинавская поэзия», М., 1959, и в сборнике «Современная шведская поэзия» М: Прогресс, 1979.

## Награды и достижения
- Большая премия Общества девяти 1957
- Премия Беллмана 1960
- Большая премия Общества поддержки литературы  1963
- Литературная премия Северного Совета 1972 (за Sju ord på tunnelbanan)
- Поэтическая премия Шведского Радио 1977
- Премия Карла Эмиля Энглунда 1979 (за Visa solen ditt ansikte)
- Премия Чельгнена 1979
- Почётный доктор Философии 1980
- Премия Эрика Велландера за развитие языка 1981
- Премия "Аниары" 1988
- Премия Эстрабу 1993
- Премия корпорации Pilot
- Премия Жерара Бонниера 1994